# Diocesi di Vulturara
La diocesi di Vulturara (in latino Dioecesis Vulturariensis) è una sede soppressa e sede titolare della Chiesa cattolica.

## Storia
Incerte sono le origini della diocesi di Vulturara (l'odierna Volturara Appula). In occasione dell'erezione della sede di Benevento ad arcidiocesi (969), all'arcivescovo Landolfo I è concessa la facoltà di consacrare i vescovi suoi suffraganei, tra cui figura anche quello di Vulturara. Il primo vescovo conosciuto è documentato in un diploma del 1012 relativo ad una chiesa della diocesi, redatto nel terzo anno di episcopato del vescovo Arderado.
Al tempo del vescovo Arderado (inizi dell'XI secolo) la cattedrale era dedicata a San Michele arcangelo. Dal XIII secolo, con la sua ristrutturazione, il titolare diventa Santa Maria Assunta.
Nel 1433 la diocesi di Montecorvino venne unita aeque principaliter alla sede di Vulturara. Fu sempre suffraganea dell'arcidiocesi di Benevento.
A seguito del concordato tra la Santa Sede e il regno di Napoli, le diocesi di Vulturara e Montecorvino furono soppresse il 27 giugno 1818 con la bolla De utiliori di papa Pio VII e inglobate nella diocesi di Lucera.
Dal 1968 Vulturara è annoverata tra le sedi vescovili titolari della Chiesa cattolica; dal 5 febbraio 2022 l'arcivescovo, titolo personale, titolare, è Javier Herrera Corona, nunzio apostolico nella Repubblica del Congo e in Gabon.

## Cronotassi

### Vescovi di Vulturara
- Arderado (1009 - dopo il 1012)[2]
- Pietro (o Pelagio) † (prima del 1050 - dopo il 1059)[3]
- Giovanni † (prima del 1133 - dopo il 1148)[3]
- Rao † (menzionato nel 1178)[4]
- Anonimo † (menzionato nel 1182)[4]
- Anonimo † (menzionato nel 1221)[4]
- Manasse † (menzionato nel 1227)[4]
- Roberto † (prima di settembre 1231 - dopo luglio 1235)[4]
- Ugo † (prima di dicembre 1238 - dopo maggio 1239)[4][5]
- Benedetto ? † (menzionato nel 1265)[6]
- Anonimo † (menzionato nel 1278/1279)[4]
- Pietro † (prima del 1304 - dopo il 1331)
- Nicola † (? - 1348 deceduto)
- Giacomo da Cerreto † (12 gennaio 1349 - 29 gennaio 1353 nominato vescovo di Telese o Cerreto)
- Giovanni di Montepulciano, O.E.S.A. † (27 marzo 1355 - 4 febbraio 1359 nominato vescovo di Carinola)
- Tommaso Francesco, O.E.S.A. † (5 febbraio 1359 - ?)
- Stefano † (? - 1391 deceduto)
- Nicola † (4 novembre 1391 - 1402 deceduto)
- Tommaso † (21 aprile 1402 - ?)

### Vescovi di Vulturara e Montecorvino
- Antonio † (18 settembre 1433 o 9 aprile 1434 - ?)
- Giacomo di Torre † (30 luglio 1473 - dopo il 2 maggio 1494)
- Alessandro Geraldini † (1496 - 23 novembre 1516 nominato vescovo di Santo Domingo)
- Andrea Caccallara † (12 dicembre 1516 - 1519 deceduto)
- Vincenzo Sabbatini † (9 settembre 1519 - 1526 deceduto)
  - Innocenzo Cybo † (10 ottobre 1526 - 21 novembre 1526 dimesso) (amministratore apostolico)
- Giulio Mastrogiudice † (21 novembre 1526 - 1537 deceduto)
- Giovanni Battista del Giudice † (23 luglio 1537 - 1542 deceduto)
- Gerolamo Vecciani † (18 agosto 1542 - 1550 dimesso)
- Federico Cesi † (14 luglio 1550 - 1551 dimesso)
- Leonardo Benzoni † (16 marzo 1551 - 24 marzo 1552 deceduto)
- Giulio Gentili † (27 aprile 1552 - 9 gennaio 1572 deceduto)
- Simone Majoli † (16 giugno 1572 - 1597 dimesso)
- Leonardo Roselli † (10 novembre 1597 - 1606 dimesso)
- Fabrizio Cocci † (27 febbraio 1606 - 1606 deceduto)
- Giulio Lana † (18 dicembre 1606 - 1609 deceduto)
- Pietro de Federicis † (31 agosto 1609 - ? deceduto)
- Paolo Pico, O.P. † (15 luglio 1613 - ? deceduto)
- Bernardino Buratto † (12 gennaio 1615 - 9 gennaio 1623 nominato arcivescovo di Manfredonia)
- Francesco Buratto, O.P. † (10 maggio 1623 - 1623 deceduto)
- Tommaso Carafa † (20 novembre 1623 - 1637 dimesso)
- Massimiliano Raguzzi † (17 agosto 1637 - ? deceduto)
- Bartolomeo Gessi † (2 maggio 1639 - agosto 1642 deceduto)
- Bonaventura d'Avalos, O.S.A. † (23 febbraio 1643 - 13 aprile 1654 nominato vescovo di Nocera dei Pagani)
- Marco Antonio Pisanelli † (22 giugno 1654 - 30 settembre 1675 nominato vescovo di Sora)
- Domenico Sorrentino † (27 aprile 1676 - settembre 1708 o 23 aprile 1710 deceduto)
- Imperiale Pedicini † (14 marzo 1718 - maggio 1724 deceduto)
- Domenico Rossi † (26 giugno 1724 - marzo 1734 deceduto)
- Domenico Laymo † (9 luglio 1734 - febbraio 1760 deceduto)
- Giovanni Coccoli † (21 aprile 1760 - 8 giugno 1795 deceduto)
- Nicola Martini † (29 gennaio 1798 - dopo il 1808)

### Vescovi titolari
- Juan María Navarrete y Guerrero † (13 agosto 1968 - 21 febbraio 1982 deceduto)
- Carlos José Boaventura Kloppenburg, O.F.M. † (22 maggio 1982 - 8 agosto 1986 nominato vescovo di Novo Hamburgo)
- Claude Jean Pierre Dagens (3 luglio 1987 - 22 dicembre 1993 nominato vescovo di Angoulême)
- Rolando Joven Tria Tirona, O.C.D. (15 novembre 1994 - 14 dicembre 1996 nominato vescovo di Malolos)
- Jonas Boruta, S.I. † (28 maggio 1997 - 5 gennaio 2002 nominato vescovo di Telšiai)
- Thomas John Joseph Paprocki (24 gennaio 2003 - 20 aprile 2010 nominato vescovo di Springfield in Illinois)
- Waldo Rubén Barrionuevo Ramírez, C.SS.R. † (15 febbraio 2014 - 1º giugno 2019 nominato vicario apostolico di Reyes)
- Javier Herrera Corona, dal 5 febbraio 2022